# フィロゾーフ
フィロゾーフ (philosophe) は、フランス語で「哲学者」を意味する言葉であるが、特に18世紀の啓蒙時代において、啓蒙思想の担い手であった知識人を指す。実際に哲学者であった者は少なく、哲学のみならず、歴史、科学、政治、経済、社会問題などの多くの領域において、理性を主張して公的な活動をおこなった知識人たちがフィロゾーフと称された。彼らは、批判的な観点から、改善が必要な弱点や欠陥を探した。フィロゾーフたちは、「文芸共和国 (République des Lettres)」と称して、国境を越えて活動し、知識人たちの間で、自由に書籍なり、思想が交換される状態を目指した。フィロゾーフは、大部分が男性であったが、一部には女性もいた。
彼らは、進歩と寛容を強力に支持して、組織宗教に信を置かず、ほとんどが理神論者であり、封建制にも信を置いていなかった。彼らの多くは、ドゥニ・ディドロの『百科全書』に寄稿していた。フランス革命が暴力的段階に入った1793年以降になると、彼らの影響力は薄れていった。

## 特徴
「フィロゾーフ」は「哲学者」を意味するフランス語の単語であり、フランスの啓蒙思想家たちが自称した呼称であった。フィロゾーフたちは、古典古代の哲学者のように、実世界の現実的諸問題を解決することに注力し、公的な活動をおこなった知識人たちであった。彼らは、現下の時事問題から芸術批評までおよぶ多様な主題について、また考えられる限りの多様な形態で文章を書いた。例えば、スイスのフィロゾーフであったジャン＝ジャック・ルソーの著作には、政治的内容の小冊子、教育についての論文、ポーランド（ポーランド・リトアニア共和国）やコルシカの憲法草案、演劇が民衆の道徳心に及ぼす影響の分析、ベストセラーとなった小説、オペラ作品、極めて影響力が大きかった自伝などが含まれている。フィロゾーフたちは、地元の書店で啓蒙主義的な書物を見つけたら何でも買って行くような、教育を受けた読者層一般に向けて執筆しており、支配者や教会がそうした著作を禁止するような場合も節を曲げなかった。
1740年から1789年にかけて、啓蒙（フランス語: Les Lumières、英語: the Enlightenment）という呼称が成立し、フィロゾーフたちは、国家や宗教的権威と熱い戦いを繰り広げながら、政府の最高権力においても支持を拡大していった。「フィロゾーフ」はフランス語の単語であるが、啓蒙思想は明確にコスモポリタニズム的性格をもっており、フィラデルフィアからサンクトペテルブルクまで、どこにでもフィロゾーフはいた。フィロゾーフたちは、自分たちが、政治的国境にとらわれない、大きな「文芸共和国」の一員だという自覚を持っていた。1784年、ドイツの哲学者イマヌエル・カントは、啓蒙思想を2語のラテン語の語句「sapere aude（サペレ・アウデー）」（「敢えて賢明であれ」、「知ることを恐れるな」などと意訳される）に要約し、自らの悟性で考える勇気をもてと述べた。フィロゾーフたちは、自由な思想と社会改革にとって最も深刻な障害だと彼らが考えた、迷信、偏屈な考え、宗教的狂信に対して、理性を用いて攻撃を加えた。ヴォルテールは、宗教的狂信を最大の標的とし、次のように述べた。
この疫病に対する唯一の治療法は、哲学的精神だけである ... ひとたび宗教的狂信が精神を冒すと、その病はほとんど治癒不能である

啓蒙思想家のすべてが組織宗教に敵対していたわけではないが、宗教的不寛容に対しては彼らすべてが激しく反対した。宗教的狂信に基盤を置く社会を理性に基盤を置く社会へと置き換えて行くことが、人々が社会の諸問題について、より批判的、科学的に考えることにつながる改善になる、と彼らは考えていた。フィロゾーフたちは、知識の普及が、穀物取引から刑罰の制度まで、生活のあらゆる面における改革を後押しすると信じていた。彼らが望んだ改革の中でも最も重要だったのは、知的自由、すなわち、自らの理性を用いた結果を公開する自由であった。フィロゾーフたちは、出版の自由と信教の自由を求め、これらを「自然法」によって保証された「自然権」であると考えた。彼らの見方では、進歩とは、これらの自由に依存するものであった。
18世紀半ば、革命前のフランスにおいて、フィロゾーフたちが敵対し、激しい言論の応酬をした代表的な存在は、イエズス会士たちであった。

## 英語における「philosophe」
英単語としての「philosophe」は、中世以来、英語の中で用いられてきた。ホレス・ウォルポールは1779年に、「フィロゾーフの連中は、ビュフォンは別として、いかめしく、傲慢で、尊大な気取り屋ばかりだ (The philosophes, except Buffon, are solemn, arrogant, dictatorial coxcombs.)」と書き記した。
英単語としての「philosophe」を、あらゆる啓蒙思想家について用いるべきか、フランス（ないしフランス語圏）の哲学者に限定して用いるべきかは、論者によって意見が異なっている。例えば、歴史家ピーター・ゲイは、「エディンバラからナポリまで、パリからベルリンまで、ボストンからフィラデルフィアまで (from Edinburgh to Naples, Paris to Berlin, Boston to Philadelphia.)」各地の啓蒙思想家についてこの語を用いている。

## 著名なフィロゾーフ
- シャルル・ド・モンテスキュー（1689年-1755年）
- ヴォルテール（1694年-1778年）
- ベンジャミン・フランクリン（1706年-1790年）
- デイヴィッド・ヒューム（1711年-1776年）
- ジャン＝ジャック・ルソー（1712年-1778年）
- ドゥニ・ディドロ（1713年-1784年）
- クロード＝アドリアン・エルヴェシウス（1715年-1771年）
- ジャン・ル・ロン・ダランベール（1717年-1783年）
- イマヌエル・カント（1724-1804年）
- チェーザレ・ベッカリーア（1738年-1794年）
- コンドルセ侯爵（1743年-1794年）
- フランチェスコ・マリオ・パガーノ（英語版）（1748年-1799年）